# Poussage

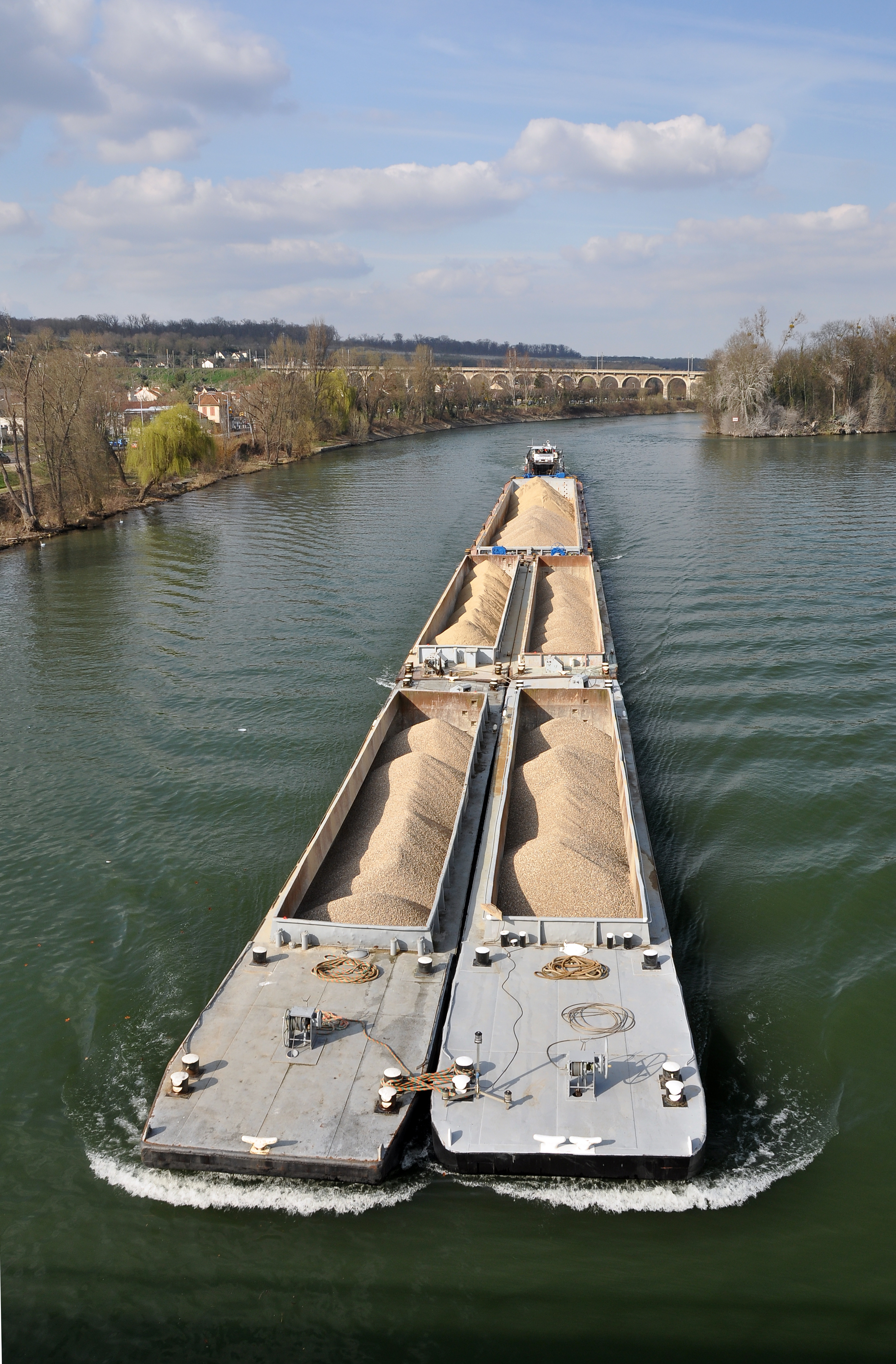
Un convoi poussé de 180 mètres de long sur la Seine au Pecq.

Le poussage est un mode de transport fluvial particulier : un bateau spécialisé, le « pousseur », déplace des barges dépourvues de pilote et de moteur.

## Historique
Apparu en France au XIXe siècle, le poussage s'est surtout développé aux États-Unis. Il a progressivement remplacé le « remorquage », qui consistait à faire tirer par un remorqueur fluvial des convois de plusieurs péniches qui s'allongeaient ainsi sur plusieurs centaines de mètres. Le poussage a connu un succès croissant en France après la Seconde Guerre mondiale. Le Poussah est le premier pousseur construit en France, en 1955.

## Description

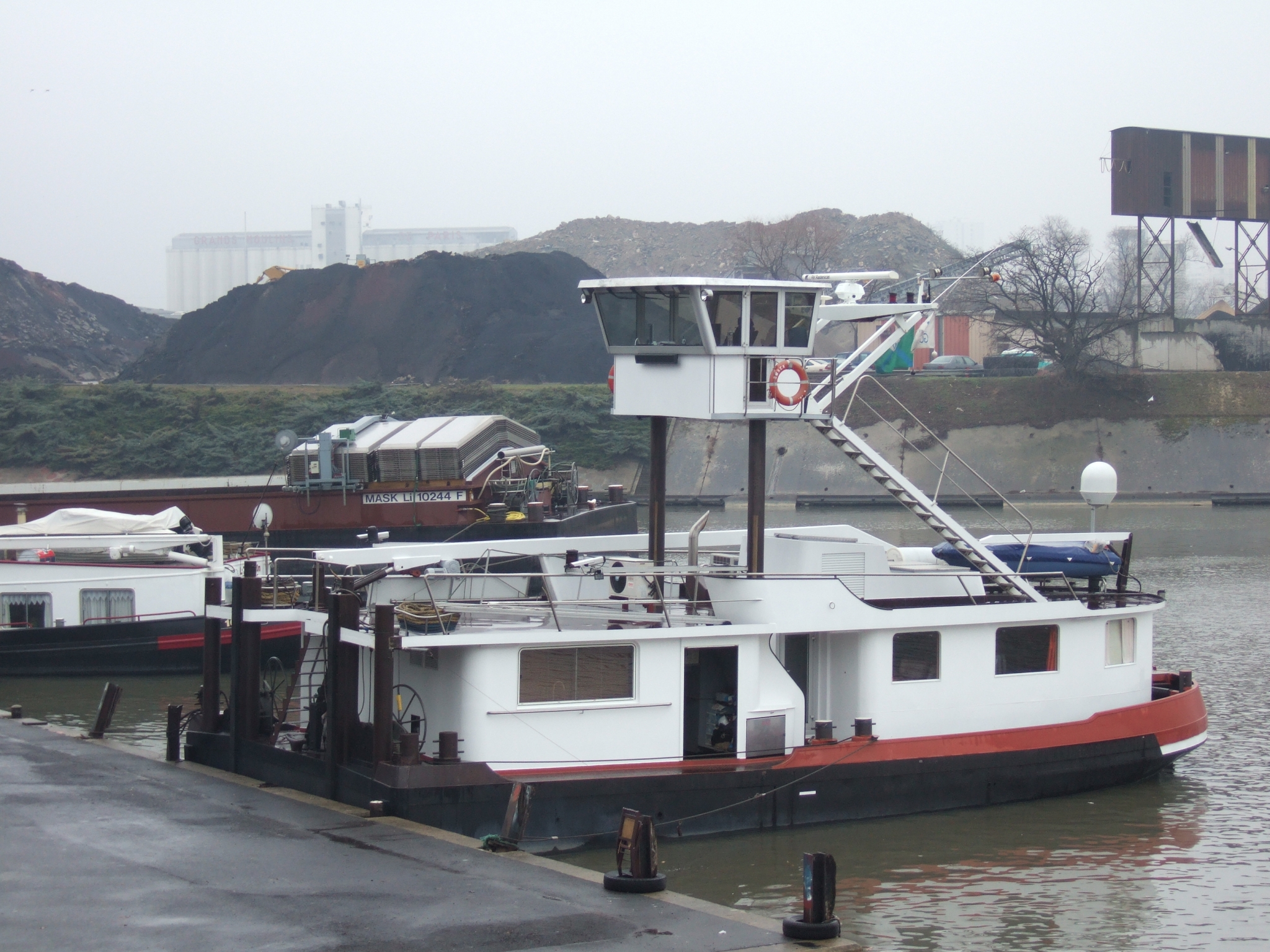
Pousseur en attente au port de Gennevilliers près de Paris. Sa cabine est en position haute.

Organisé comme un élément propulseur d'un ensemble flottant, le pousseur est arrimé par des élingues en acier à l'arrière d'un ensemble de barges qu'il motorise puissamment. Le convoi ainsi formé peut atteindre 180 mètres de long, taille maximale pour les écluses européennes à grand gabarit. Sa cabine de pilotage est montée sur vérins hydrauliques pour offrir au pilote une bonne vision en navigation et/ou au passage des écluses, quand elle est en position haute, tandis qu'elle peut être abaissée pour passer sous les ponts.